# Liviu Alin Rusu
Liviu Alin Rusu (n. 13 septembrie 1977) este un politician român, fost membru al Parlamentului României. Liviu Alin Rusu a fost validat ca deputat pe listele PSD pe data de 19 decembrie 2007, când l-a înlocuit pe deputatul Ioan Mircea Pașcu.
În anul 2004 a obținut un Trainning la Fundatia Friedrich Ebert, Viena.
În anul 2003 a absolvit cursurile Institutului Social Democrat “Ovidiu Sincai”, Bucuresti, respectiv a ,,Școlii Academice Post Universitare,, secțiunea “Management si marketing”, obținând și Diploma de Master.
În perioada 1996-2000 a urmat cursurile  Facultății de Stiinte Politice si Administrative,Universitatea ,,Babes-Bolyai,, Cluj Napoca cu specializarea ,,Stiinte Politice și Administrație Publică,, obținând Diploma de licență.
În perioada 1992-1996 a absolvit Colegiul National ,,Doamna Stanca,, Satu Mare profil ,,Filologie-Istorie,,
În perioada 2001-2010 a fost președintele Organizației Județene Satu Mare a Tineretului Social Democrat și vicepreședinte al Organizației Județene Satu Mare a PSD, precum si membru al Consiliului național al PSD.
În prezent este președintele organizației comunale PSD Lazuri, consilier local din anul 2016 precum și membru în Comitetul Executiv al Organizației Județene Satu Mare a Partidului Social Democrat.